# Hans-Jürgen Veil
Hans-Jürgen Veil (Ludwigshafen am Rhein, 2 dicembre 1946) è un ex lottatore tedesco occidentale, specializzato nella lotta libera.

## Biografia
Rappresentò la Germania Ovest ai Giochi olimpici di Monaco di Baviera 1972, dove vinse la medaglia d'argento nel torneo dei pesi gallo, e Montréal 1976.

## Palamarès
- Giochi olimpici

Monaco di Baviera 1972: argento nei pesi gallo